# 나카노 세이고

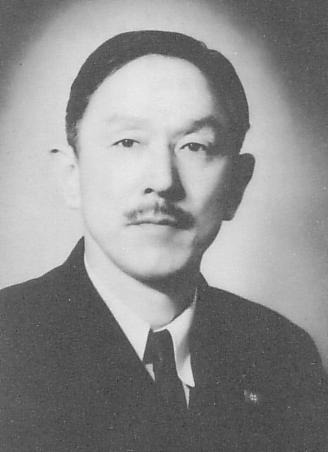
나카노 세이고

나카노 세이고(일본어: 中野 正剛, なかの せいごう, 1886년 2월 12일 ~ 1943년 10월 27일)는 일본 쇼와 시대의 언론인, 중의원 의원이자 동방회의 당수였다. 호는 경당 (일본어: 耕堂 고도[*])이다.

## 생애
지금의 후쿠오카현 후쿠오카시의 주오구에서 태어나 슈켄칸, 와세다 대학을 졸업했다. 슈켄칸에서 오가타 다케토라와 만났으며, 와세다 대학, 도쿄 아사히 신문사에서 같이 일했다. 학비와 생활비를 대기 위해 미야케 세쓰레이의 《일본 및 일본인》 (일본어: 日本及日本人)에 글을 기고했다. 그리고 그 인연으로 겐요샤에 주재하고 있던 우익 도야마 미쓰루와, 다롄에서 활동하던 가네코 셋사이 등을 알게 되었다.
1909년 와세다 대학을 졸업하고, 동문 가자미 아키라(일본어: 風見 章) 등과 함께 도쿄 니치니치 신문을 발행한 닛포샤(일본어: 日報社)에 입사하였고, 이어서 아사히 신문으로 옮긴다. 아사히 신문에서는 "융만마" (일본어: 戎蛮馬 유반바[*])라는 필명으로 《조야(朝野)의 정치가》, 《메이지 민권사론》 등 정치 평론을 썼다. 1913년에는 도야마 미쓰루와 고지마 가즈오의 중매로 미야케 세쓰레이의 딸 다미코와 결혼했다. 1916년 아사히 신문에서 퇴사한 뒤 도호 시론사로 옮겨 사장 겸 주필이 되었다.
1917년 중의원 의원 총선거에서 입후보했다가 낙선했고, 1920년의 중의원 선거에 다시 도전해 당선되었다. 이후 8회 재선했다. 이후 헌정회, 입헌정우회, 입헌민정당 등을 전전했다. 민정당 시절에는 당 유세부장으로서 나가이 류타로와 함께 임시군사비 문제나 장쭤린 폭살 사건을 다나카 기이치 내각에 제기했다. 또한 내무대신 하마구치 오사치의 천거로 미키 다케키치의 후임으로 대장참여관이 되었으며, 체신차관을 지냈다. 이후 거국일치내각을 주장한 친군파 아다치 겐조 내무대신과 함께 민정당을 탈당한 후, 국민동맹을 결성했다. 1936년에는 히가시 노리마사와 동방회를 결성해 자신이 총재가 되었다.
1937년에서 1938년까지 이탈리아, 나치 독일을 방문하여 베니토 무솔리니, 아돌프 히틀러와 회견했다. 후쿠오카 시의 겐요샤 기념관에는 나카노가 조르주 클레망소에 대해 평하는 회화가 소장되어 있다.
1939년에는 의회 정치의 부정과 정당 해체를 주장하며, 중의원 의원을 사직했다. 또한 남진론, 독일·이탈리아와의 삼국 동맹 등을 지지하며 격영동아민족회의 (일본어: 撃栄東亜民族会議 게키에이 도아민조쿠카이기[*])를 개최했다. 1940년 대정익찬회 총무가 되었다. 그러나 도조 히데키와 대립하여, 1942년 대정익찬회에서 탈퇴했다. 또한 1943년 정월 아사히 신문에 "전시 재상론"을 발표하여 도조 내각을 비판했다. 1943년 10월 21일 경시청은 나카노를 비롯한 동방동지회 (구 동방회) 회원들을 검거하기 시작했다가 10월 25일 혐의 불충분으로 나카노를 석방한다. 이틀 후인 10월 27일 나카노는 자택 1층에서 할복 자살했다.

## 같이 보기
- 일본 군국주의
- 국수주의 (일본)